# Ölve hnuva
Ölve hnuva (Ǫlvir hnúfa), född omkring år 840, var en av den norske kungen Harald Hårfagers mest uppskattade hirdskalder.

## Släkt
Praktiskt taget allt som är känt om Ölve hnuva står att läsa i Egils saga.
Ölve var son till den kände hersen Berdla-Kåre (Berðlu-Kári) på Brimangs gård i Firdafylke i Norge. Kåre, som var bärsärk, hade vunnit stora rikedomar på vikingafärder samman med vapenbrodern Ulv Bjalvesson (Úlfr Bjálfason), som också kallades Kväll-Ulv eftersom han troddes vara varulv. Berdla-Kåre hade tre barn: dottern Salbjörg (som senare gifte sig med Kväll-Ulv och blev mor till "skallige Grim" – Egil Skallagrimssons far) samt sönerna Eyvind lambe (som blev farfar till skalden Eyvind skaldespillare) och Ölve hnuva, som troligen dog ogift och barnlös.

## Levnad

### Kärlekssorg
Bröderna Ölve och Eyvind var i flera år ute på vikingafärder tillsammans med Kväll-Ulvs äldste son Torulv och hade stora framgångar. Men en dag då bröderna var på höstblot hos Atle jarl på Gaular fick Ölve syn på jarlens dotter Solveig den fagra och blev hopplöst förälskad. Han friade genast men fick korgen eftersom jarlen tyckte att rangskillnaden dem emellan var för stor. Ölve tappade nu lusten för vikingafärder och drog sig tillbaka till sin gård där han tröstade sig med att dikta glödande kärlekskväden till den fagra Solveig. Detta förtörnade tydligen flickans bröder så mycket att de överföll honom på hans gård och sökte dräpa honom. Den kärlekskranke skalden räddade sig dock springande från platsen.

### Hirdman hos kung Harald
Ölve tog nu sin tillflykt till kung Harald. Detta bör, enligt Egilssagans kronologi, ha varit år 869. Här blev han inte bara en uppskattad hirdskald som fick hedersplats i högsätet med de andra skalderna; han blev också, upplyser oss Egils saga, mycket god vän med kungen. Även brodern Eyvind och Torulv Kvällulvsson kom snart att träda i kung Haralds tjänst.
År 872, eller senare, inträffade det avgörande slaget vid Hafrsfjord, där Ölve utmärkte sig som tapper stambo (märkesman) i förstäven på kungens skepp. Enligt traditionen var det genom utgången av detta slag som "hårige Harald" blev "hela Norges kung", och det var först nu som han, enligt samma sagotradition, fick tillnamnet "hårfagre".

### Torulvs uppgång och fall
Också Torulv Kvällulvsson hade visat stor tapperhet vid Hafrsfjord, och gjorde nu en kometkarriär hos kung Harald. Men tyvärr blev hans framgångar alltför stora. Ont förtal ledde till att kungen började misstänka honom för att vara en rival om tronen. Både Ölve och brodern Eyvind sökte förgäves dämpa kungens farhågor och medla i konflikten. Det slutade med att kungen med sina män överföll Torulv på gården Sandnes och högg ner honom. Både Ölve och Eyvind ville nu lämna Harald, eftersom de inte ansåg sig kunna "dricka samman" med de hirdmän som burit vapen mot deras frände. Kungen lät då Eyvind flytta in på Torulvs gård och gifta sig med hans änka, och därmed blev de förlikta. Men Ölve ville kungen inte släppa utan behöll honom hos sig själv "för hans konsts skull". Harald behövde goda lovskalder som kunde synliggöra hans egen storhet för undersåtarna då han for på gästning. Ölve tycks ha funnit sig i det, och av allt att döma stannade han kvar hos kungen livet ut. Hans dödsår är okänt, men förmodligen levde han något eller några år in på 900-talet.

## Skaldsagan
I den korta Skáldsaga Haralds hárfagra (Sagan om Harald Hårfagers skalder), som föreligger i handskrift i Hauksbók och har utgivits i Fornmannasögur 3, berättas att Ölve och två andra skalder, Audun illskälda och Torbjörn hornklove, då kung Harald gästade en rik änka på hennes gård i Nordmöre, skulle ha kommit med skamliga förslag till den vackra änkan. Hon låtsades gå med på det och bestämde möte i olika uthus där skalderna sedan blev inlåsta och fick sitta och frysa hela natten. 
Kung Harald blev rasande när han fick veta hur de hade skämt ut sig och skickade dem som straff på diplomatiskt uppdrag till sveakungen i Uppsala. En sådan resa var inte ofarlig ty det hade länge rått krig mellan Harald och svearna. Skalderna blev emellertid väl mottagna och ska i glädje över detta ha diktat flera lovkväden om de svenska stormännen; bland annat uppges Ölve ha gjort en drapa om kung Erik väderhatt.
Sagan är knappast historisk, men behöver inte vara helt och hållet osann. Att skalder, som ansågs ha ordet i sin makt, användes inom diplomatin finns det flera exempel på. Att de då också diktade lovkväden om de furstar de gästade tillhörde nog spelets regler. Tyvärr finns dock ingenting bevarat av det som Ölve, och de andra, sägs ha diktat i sveakungens hall.

## Verk
Trots att Ölves produktion bör ha varit omfattande – kung Harald uppfattade ju hans skaldekonst som omistlig – har kungasagorna inte bevarat en enda strof av hans diktning. Inte heller finns något kvar av de "många kärleksvisor" som han, enligt Egils saga, diktade om Solveig den fagra. Allt vad som återstår är två korta rader om Tor och Midgårdsormen som Snorre Sturlasson citerar i Skáldskaparmál som exempel på en kenning för Tor.
En strof, som Ölve uppges ha diktat om sitt nattliga äventyr hos änkan i Nordmöre, finns i Skáldsaga Haralds hárfagra, men även om strofen skulle vara autentisk är den, enligt Finnur Jónsson, troligen förvanskad.

## Ölves tillnamn
Betydelsen av ordet hnúfa är något oklar. Eftersom ordet i en medeltida lagtext används som benämning på en trälkvinna som fått näsan avhuggen som straff för tredje resan stöld, antog språkforskaren Guðbrandur Vigfússon att Ölve kan ha haft en skadad eller stympad näsa. Finnur Jónsson framförde samma gissning, men i och för sig skulle nog en ovanligt kort och trubbig näsa ha kunnat rendera samma öknamn. Åke Ohlmarks översätter i Egil Skallagrimssons saga "Ǫlvir hnúfa" med "Ölver näslös" och föreslår i Fornnordiskt lexikon (Tiden, 1983) att hnúfa betyder "han med nässtumpen".
Eftersom ordet också har använts i andra sammanhang behöver det inte ha med näsan att göra. I Háttalykill Rǫgnvalds ok Halls finns ett versmått, Núfoháttr, som enligt Finnur Jónsson möjligen skulle kunna sättas i samband med Ölve. Huruvida han tänker sig att skalden fått ge namn åt versmåttet, eller själv blivit uppkallad efter det, omtalas inte – men det kan ju vara ett versmått som Ölve ofta har använt.